# Tiro esportivo nos Jogos Pan-Americanos de 2023 - Qualificação
Abaixo está o sistema de qualificação e as nações qualificadas ao Tiro esportivo nos Jogos Pan-Americanos de 2023, programado para ser realizado no Polígono de tiro de Pudahuel de 21 a 27 de outubro de 2023.

## Sistema de qualificação
Um total de 244 atiradores esportivos poderiam se qualificar para competirem. Cada CON pode inscrever no máximo 24 atletas (dois por cada prova individual). Portanto, cada CON pode inscrever 12 (seis por gênero) em cada disciplina (carabina, pistola e espingarda). Haverá três eventos qualificatórios diferentes. Não serão distribuídas vagas para as provas de duplas mistas, visto que as nações devem usar atletas já classificados para a competição. Como país-anfitrião, o Chile recebeu uma cota de seis atletas (dois para cada disciplina, podendo classificar mais) e haverá distribuição de dois convites para nações não qualificadas.
Todas as vagas serão entregues em ordem sequencial para o evento em questão e o atleta poderá conquistar apenas uma vaga ao seu CON naquela prova. Cada CON pode substituir cotas de uma prova para outra, contanto que seja na mesma disciplina (carabina, pistola e espingarda). Isto significa que a qualificação das cotas não refletirá necessariamente a lista final de atletas.

## Linha do tempo
| Evento                                      | Data                              | Local        |
| ------------------------------------------- | --------------------------------- | ------------ |
| Jogos Pan-Americanos Júnior de 2021         | 26–28 de novembro de 2021         | Cali         |
| Jogos Sul-Americanos de 2022                | 9–14 de outubro de 2022           | Assunção     |
| Jogos Centro-Americanos e do Caribe de 2023 | 23 de julho – 8 de agosto de 2023 | San Salvador |
| Campeonato das Américas de Tiro de 2022     | 4–13 de novembro de 2022          | Lima         |

## Alocação de vagas
Haverá 70 vagas disponíveis para a carabina e para a pistola, além de 92 para os eventos de espingarda. As vagas de país-sede do Chile serão divididas em duas para cada disciplina. As vagas foram divididas conforme abaixo:
| Evento                                | PAJ | SA | CAC | CPA   | Atletas |
| ------------------------------------- | --- | -- | --- | ----- | ------- |
| Carabina de ar 10 m masculino         | 1   | 2  | 2   | 15    | 20      |
| Carabina três posições 50 m masculino | —   | 1  | 1   | 14    | 16      |
| Pistola de ar 10 m masculino          | 1   | 2  | 2   | 15    | 20      |
| Tiro rápido 25 m masculino            | —   | 1  | 1   | 14    | 16      |
| Fossa olímpica masculino              | —   | 1  | 1   | 28    | 30      |
| Skeet masculino                       | —   | 1  | 1   | 28 26 | 28      |
| Carabina de ar 10 m feminino          | 1   | 2  | 2   | 15    | 20      |
| Carabina três posições 50 m feminino  | —   | 1  | 1   | 14    | 16      |
| Pistola de ar 10 m feminino           | 1   | 2  | 2   | 15    | 20      |
| Pistola 25 m feminino                 | —   | 1  | 1   | 14    | 16      |
| Fossa olímpica feminino               | —   | 1  | 1   | 14    | 16      |
| Skeet feminino                        | —   | 2  | 2   | 12 11 | 15      |
| País-sede(Chile)                      | —   | —  | —   | —     | 6       |
| Convite                               | —   | —  | —   | —     | 2       |
| Realocação                            | —   | —  | —   | —     | 3       |
| TOTAL                                 | 4   | 17 | 17  | 198   | 244     |

## Sumário de classificação por evento
| Nação                               | Masculino | Masculino | Masculino | Masculino | Masculino | Masculino | Feminino | Feminino | Feminino | Feminino | Feminino | Feminino | Duplas mistas | Duplas mistas | Duplas mistas | Total   | Total |
| Nação                               | PA        | PTR       | CA        | C3P       | Fossa     | Skeet     | PA       | P        | CA       | C3P      | Fossa    | Skeet    | PA            | CA            | Skeet         | Atletas |       |
| ----------------------------------- | --------- | --------- | --------- | --------- | --------- | --------- | -------- | -------- | -------- | -------- | -------- | -------- | ------------- | ------------- | ------------- | ------- | ----- |
| ARG Argentina                       | 1         | 1         | 2         | 2         | 2         | 2         |          |          | 2        | 2        |          |          |               | X             |               | 14      |       |
| BAR Barbados                        |           |           |           |           | 2         | 1         |          |          |          |          |          | 1        |               |               | X             | 4       |       |
| BOL Bolívia                         | 1         |           |           |           | 1         |           |          |          | 1        |          |          |          |               |               |               | 3       |       |
| BRA Brasil                          | 2         | 2         |           | 2         | 2         | 2         |          | 2        | 1        | 2        | 2        | 1        |               |               | X             | 18      |       |
| CAN Canadá                          | 1         |           | 1         | 2         | 2         | 2         | 2        | 2        |          | 1        | 2        | 2        | X             |               | X             | 17      |       |
| CHI Chile                           |           | 1         | 1         | 1         | 2         | 2         |          |          | 2        |          | 1        | 2        | X             | X             | X             | 12      |       |
| COL Colômbia                        | 2         | 2         |           |           | 2         | 1         |          |          | 1        |          |          |          |               |               |               | 8       |       |
| CUB Cuba                            | 2         | 2         | 1         | 1         |           | 1         | 2        | 1        | 2        | 2        |          |          | X             | X             |               | 14      |       |
| ESA El Salvador                     |           |           | 1         | 1         |           |           | 1        |          |          | 1        |          |          |               |               |               | 4       |       |
| ECU Equador                         | 1         |           | 1         |           |           | 2         | 2        | 2        |          |          |          |          | X             |               |               | 8       |       |
| EAI Equipe de Atletas Independentes | 1         |           | 1         |           | 2         | 2         | 2        | 2        | 2        | 2        | 2        | 1        | X             | X             | X             | 17      |       |
| USA Estados Unidos                  | 2         | 2         | 3         | 2         | 2         | 2         | 3        | 2        | 3        | 2        | 2        | 2        | X             | X             | X             | 27      |       |
| MEX México                          | 3         | 1         | 2         | 2         | 1         | 2         | 2        | 2        | 1        |          | 2        | 2        | X             | X             | X             | 20      |       |
| PAN Panamá                          |           |           |           |           | 2         | 2         |          |          |          |          |          |          |               |               |               | 4       |       |
| PAR Paraguai                        |           |           |           |           |           |           |          |          |          |          | 1        |          |               |               |               | 1       |       |
| PER Peru                            | 2         | 2         | 2         | 2         | 2         | 2         | 1        | 1        | 2        | 2        | 1        | 1        | X             | X             | X             | 20      |       |
| PUR Porto Rico                      |           | 1         | 2         |           | 2         | 2         | 2        |          | 1        | 1        | 2        | 1        |               |               | X             | 14      |       |
| DOM República Dominicana            |           |           |           |           | 2         | 2         |          |          |          |          |          |          |               |               |               | 4       |       |
| URU Uruguai                         |           |           |           |           | 1         |           |          |          |          |          |          |          |               |               |               | 1       |       |
| VEN Venezuela                       |           | 1         | 1         |           | 2         |           | 1        | 1        |          |          |          |          |               |               |               | 6       |       |
| Total: 20 CONs                      | 20        | 16        | 20        | 16        | 30        | 30        | 20       | 16       | 20       | 16       | 16       | 16       |               |               |               | 244     |       |

- Não serão distribuídas vagas para os eventos de duplas mistas de Carabina, Pistola e Skeet; atletas classificados para os eventos individuais devem ser usados para a competição de Duplas Mistas.
- CA = Carabina de ar, C3P = Carabina três posições, PA = Pistola de ar, PTR = Pistola de tiro rápido, P = Pistola

## Sumário de classificação por disciplina
| CON                                 | Pistola | Carabina | Espingarda | Total de atletas |
| ----------------------------------- | ------- | -------- | ---------- | ---------------- |
| ARG Argentina                       | 2       | 8        | 4          | 14               |
| BAR Barbados                        |         |          | 4          | 4                |
| BOL Bolívia                         | 1       | 1        | 1          | 3                |
| BRA Brasil                          | 6       | 5        | 7          | 18               |
| CAN Canadá                          | 5       | 4        | 8          | 17               |
| CHI Chile                           | 1       | 4        | 7          | 12               |
| COL Colômbia                        | 4       | 1        | 3          | 8                |
| CUB Cuba                            | 7       | 6        | 1          | 14               |
| DOM República Dominicana            |         |          | 4          | 4                |
| ECU Equador                         | 5       | 1        | 2          | 8                |
| EAI Equipe de Atletas Independentes | 5       | 5        | 7          | 17               |
| ESA El Salvador                     | 1       | 3        |            | 4                |
| MEX México                          | 8       | 5        | 7          | 20               |
| PAN Panamá                          |         |          | 4          | 4                |
| PAR Paraguai                        |         |          | 1          | 1                |
| PER Peru                            | 6       | 8        | 6          | 20               |
| PUR Porto Rico                      | 3       | 4        | 7          | 14               |
| USA Estados Unidos                  | 9       | 10       | 8          | 27               |
| URU Uruguai                         |         |          | 1          | 1                |
| VEN Venezuela                       | 3       | 1        | 2          | 6                |
| Total: 20 CONs                      | 72      | 72       | 92         | 244              |

## Masculino

### Pistola
A alocação de vagas é conforme o seguinte:
| Evento                                      | Pistola de ar 10 m | Pistola rápida 25 m |
| ------------------------------------------- | --- | --- |
| Jogos Pan-Americanos Júnior de 2021         | Ricardo Valencia (MEX) | — |
| Jogos Sul-Americanos                        | COL Colômbia BRA Brasil | BRA Brasil |
| Campeonato Pan-Americano                    | CUB Cuba USA Estados Unidos USA Estados Unidos ECU Equador ARG Argentina BRA Brasil CUB Cuba MEX México PER Peru MEX México COL Colômbia CAN Canadá BOL Bolívia EAI Equipe de Atletas Independentes PER Peru | CUB Cuba CUB Cuba PER Peru USA Estados Unidos PER Peru COL Colômbia BRA Brasil USA Estados Unidos MEX México COL Colômbia VEN Venezuela CHI Chile PUR Porto Rico ARG Argentina |
| Jogos Centro-Americanos e do Caribe de 2023 | | |
| País-sede                                   | | |
| Convite                                     | | |
| TOTAL                                       | 20 | 16 |

### Carabina
A alocação de vagas é conforme o seguinte:
| Evento                              | Carabina de ar 10 m | Carabina três posições 50 m |
| ----------------------------------- | --- | --- |
| Jogos Pan-Americanos Júnior         | Rylan Kissel (USA) | — |
| Jogos Sul-Americanos                | VEN Venezuela ARG Argentina | ARG Argentina |
| Campeonato Pan-Americano            | MEX México USA Estados Unidos USA Estados Unidos ARG Argentina MEX México ECU Equador EAI Equipe de Atletas Independentes CUB Cuba CHI Chile PER Peru CAN Canadá PER Peru PUR Porto Rico PUR Porto Rico ESA El Salvador | USA Estados Unidos USA Estados Unidos PER Peru CAN Canadá MEX México PER Peru MEX México CAN Canadá BRA Brasil BRA Brasil ARG Argentina ESA El Salvador CUB Cuba CHI Chile |
| Jogos Centro-Americanos e do Caribe | | |
| País-sede                           | | |
| Convite                             | | |
| TOTAL                               | 20 | 16 |

### Espingarda
A alocação de vagas é conforme o seguinte:
| Evento                              | Fossa | Skeet |
| ----------------------------------- | --- | --- |
| Jogos Sul-Americanos                | PER Peru | PER Peru |
| Campeonato Pan-Americano            | EAI Equipe de Atletas Independentes EAI Equipe de Atletas Independentes VEN Venezuela USA Estados Unidos MEX México PER Peru USA Estados Unidos VEN Venezuela PAN Panamá CHI Chile CAN Canadá BRA Brasil DOM República Dominicana BOL Bolívia DOM República Dominicana URU Uruguai BAR Barbados BRA Brasil ARG Argentina ARG Argentina PUR Porto Rico PUR Porto Rico CHI Chile CAN Canadá COL Colômbia BAR Barbados PAN Panamá COL Colômbia | USA Estados Unidos CHI Chile ARG Argentina CHI Chile ARG Argentina USA Estados Unidos CAN Canadá PUR Porto Rico MEX México MEX México PER Peru CAN Canadá EAI Equipe de Atletas Independentes DOM República Dominicana DOM República Dominicana CUB Cuba GUA Guatemala PUR Porto Rico ECU Equador BRA Brasil BAR Barbados ECU Equador BRA Brasil COL Colômbia PAN Panamá PAN Panamá |
| Jogos Centro-Americanos e do Caribe | | |
| País-sede                           | | |
| Convite                             | | |
| TOTAL                               | 30 | 28 |

- Duas vagas no skeet serão realocadas, pois não houve atletas suficientes para preencher a cota total de 28 no Campeonato Pan-Americano.

## Feminino

### Pistola
A alocação de vagas é conforme o seguinte:
| Evento                              | Pistola de ar 10 m | Pistola 25 m |
| ----------------------------------- | --- | --- |
| Jogos Pan-Americanos Júnior         | Suman Sanghera (USA) | — |
| Jogos Sul-Americanos                | PER Peru ECU Equador | ECU Equador |
| Campeonato Pan-Americano            | MEX México ECU Equador USA Estados Unidos USA Estados Unidos CUB Cuba PUR Porto Rico CAN Canadá MEX México PUR Porto Rico EAI Equipe de Atletas Independentes EAI Equipe de Atletas Independentes CAN Canadá VEN Venezuela CUB Cuba ESA El Salvador | USA Estados Unidos CUB Cuba MEX México MEX México BRA Brasil EAI Equipe de Atletas Independentes USA Estados Unidos ECU Equador CAN Canadá VEN Venezuela BRA Brasil PER Peru EAI Equipe de Atletas Independentes CAN Canadá |
| Jogos Centro-Americanos e do Caribe | | |
| País-sede                           | | |
| Convite                             | | |
| TOTAL                               | 20 | 16 |

### Carabina
A alocação de vagas é conforme o seguinte:
| Evento                              | Carabina de ar 10 m | Carabina três posiçõss 50 m |
| ----------------------------------- | --- | --- |
| Jogos Pan-Americanos Júnior         | Mary Tucker (USA) | — |
| Jogos Sul-Americanos                | ARG Argentina ARG Argentina | BRA Brasil |
| Campeonato Pan-Americano            | USA Estados Unidos USA Estados Unidos CUB Cuba CUB Cuba PUR Porto Rico CHI Chile EAI Equipe de Atletas Independentes PER Peru BRA Brasil EAI Equipe de Atletas Independentes COL Colômbia MEX México PER Peru CHI Chile BOL Bolívia | USA Estados Unidos USA Estados Unidos PUR Porto Rico CUB Cuba CUB Cuba ARG Argentina CAN Canadá PER Peru EAI Equipe de Atletas Independentes ARG Argentina BRA Brasil ESA El Salvador PER Peru EAI Equipe de Atletas Independentes |
| Jogos Centro-Americanos e do Caribe | | |
| País-sede                           | | |
| Convite                             | | |
| TOTAL                               | 20 | 16 |

### Espingarda
A alocação de vagas é conforme o seguinte:
| Evento                              | Fossa | Skeet |
| ----------------------------------- | --- | --- |
| Jogos Sul-Americanos                | CHI Chile | CHI Chile PER Peru |
| Campeonato Pan-Americano            | CAN Canadá USA Estados Unidos PUR Porto Rico EAI Equipe de Atletas Independentes PUR Porto Rico USA Estados Unidos EAI Equipe de Atletas Independentes MEX México BRA Brasil CAN Canadá BRA Brasil MEX México PER Peru PAR Paraguai | USA Estados Unidos USA Estados Unidos BRA Brasil MEX México MEX México CAN Canadá PUR Porto Rico CHI Chile BAR Barbados EAI Equipe de Atletas Independentes CAN Canadá |
| Jogos Centro-Americanos e do Caribe | | |
| País-sede                           | | |
| Convite                             | | |
| TOTAL                               | 16 | 15 |

- Uma vaga no skeet será realocada, pois não houve atletas suficientes para preencher a cota total de 12 no Campeonato Pan-Americano.